# Вилковe
Вилково (укр. Вилкове, рус. Вилково) је град у Украјини у Одеској Области. Према процјени из 2022. у граду је живјело 7.712 становника.

## Географија
Вилково се налази на делти Дунава, на мочварном тлу, што пољопривреду чини готово немогућом. Због тога је главно занимање локалног становништва риболов на Дунаву и у Црном мору. Околина града је позната по виноградарству и узгоју јагода које се одвија на малим острвима у делти Дунава. 

## Историја
Вилково је основано 1746. године, а статус града добило је 1762.

## Становништво
| 1959. | 1970. | 1979.  | 1989.  | 2001. | 2016. |
| ----- | ----- | ------ | ------ | ----- | ----- |
| 8.767 | 9.873 | 10.302 | 11.022 | 9.426 | 8.278 |

Према попису становништва из 2001, Руси (Липовани) су чинили већину становништва са 70%, Украјинци чине 26,5%, Бугари 8,82%, док Молдавци чине 1,27% становништва.